# Alkmaar (stacja kolejowa)
Alkmaar – stacja kolejowa w Alkmaarze, w prowincji Holandia Północna, w Holandii. Stacja została otwarta w 1865.
| Alkmaar                      |  |                        |
| Linia                        |  |                        |
| Alkmaar Noordodległość: 2 km |  | Heiloo odległość: 5 km |